# Wiedersehen in Vietnam – Auf den Spuren einer Kindheit
Wiedersehen in Vietnam – Auf den Spuren einer Kindheit ist ein US-amerikanischer Dokumentarfilm von Gail Dolgin und Vicente Franco, der 2002 erschienen ist.

## Handlung
Heidi Neville Bub wurde am 10. Dezember 1968 als Mai Thi Hiep in Đà Nẵng geboren. Ihre Mutter, Mai Thi Kim, hatte bereits drei Kinder und war von ihrem Ehemann Do Huu Vinh entfremdet, der sie verlassen hatte, um mit dem Viet Cong zu kämpfen. Sie arbeitete in einer amerikanischen Militärbasis, wo sie Heidis Vater, einen amerikanischen Soldaten, traf. Als die nordvietnamesische Armee auf Đà Nẵng zurückte, fürchtete Mai Thi Kim um Heidis Sicherheit, da es Gerüchte über Vergeltungsschläge gegen amerikanisch-asiatische Mischlingskinder gab. Mit sechs Jahren wurde Heidi über die Operation Babylift in die Vereinigten Staaten geschickt und in einem Waisenhaus der Holt Adoption Agency untergebracht.
Heidi wurde kurze Zeit darauf später von Ann Neville, einer alleinstehenden, streng religiösen Amerikanerin adoptiert, die ihr den Namen Heidi gab. Sie verbrachten zunächst ein Jahr in Columbia, South Carolina, bevor sie sich dauerhaft in Pulaski, Tennessee, niederließen.
Neville erzählte Heidi, dass ihre Eltern im Krieg gestorben waren und befahl ihr, niemandem zu erzählen, dass sie außerehelich geboren worden war. Auch sollte sie erzählen, dass sie in den USA und nicht Vietnam geboren worden war, und dass sie weiß und nicht von multi-ethnischer Abstammung sei. Als Heidi älter wurde, wollte Neville nicht, dass sie ausging oder Freunde hatte. Nach Heidis erstem Jahr an der Universität, kehrte sie nach Hause zurück und fand all ihre Besitztümer zusammengepackt vor dem Haus vor. Neville sagte Heidi, dass sie nie zurückkehren solle und dass sie nicht länger eine Tochter habe. Am Beginn der Dokumentation wird offenbart, dass Heidi von ihrer Adoptivmutter entfremdet blieb.
Mittlerweile ist Heidi verheiratet und hat zwei junge Töchter, die Zurückweisung ihrer Adoptivmutter ist jedoch noch immer schmerzhaft für sie. Sie hofft, dass ein Treffen mit ihrer leiblichen Mutter bei der Bewältigung dieses Schmerzes helfen wird. Heidi kontaktiert die Hold Adoption Agency und erfährt, dass ihre biologische Mutter, Mai Thi Kim, 1991 einen Brief geschickt hatte und sich darin nach Heidis Aufenthaltsort erkundigt hatte. Die Agentur hatte das Schreiben an Ann Neville weitergeleitet, die es jedoch ignoriert und Heidi vorenthalten hatte. Da Heidi nun weiß, dass ihre leibliche Mutter versucht hatte, sie zu finden, beschließt sie, gemeinsam mit dem Journalisten Tran Tuong Nhu nach Vietnam zu reisen.
Bei ihrem Aufeinandertreffen umarmen sich Heidi und ihre Mutter Mai Thi und weinen Tränen der Freude, schnell weicht die Freude jedoch dem Kulturschock. Heidi hat keinerlei Wissen über vietnamesische Bräuche, Essen, Sprache oder Kultur. Mai Thi will jeden Moment mit Heidi verbringen und sogar nachts neben ihr schlafen. Ihre restlichen Familienmitglieder wollen sie ständig anfassen oder umarmen. Für Heidi, die mit wenig Zuneigung aufgewachsen ist, stellt dies einen Schock dar. Auf den überfüllten Märkten, die sie mit Mai Thi besucht, fühlt sie sich unwohl, das unerbittliche Eindringen in ihre Intimsphäre hinterlässt bei Heidi ein Gefühl der Überwältigung und des Erstickens.
Auch erkennt sie, dass ihre Familie in äußerster Armut lebt und sie sich seit Jahren um Mai Thi gekümmert haben. Heidis Halbbruder, das Familienoberhaupt, eröffnet ihr, dass sie nun an der Reihe ist, sich um ihre Mutter zu kümmern. Mai Thi will den Rest ihres Lebens mit Heidi in Amerika verbringen, Heidi ist von dieser unerwarteten Forderungen jedoch überfordert und entgegnet, dass es nicht möglich sei, Mai Thi nach Amerika mitzunehmen. Ihr Halbbruder fordert daraufhin, dass Heidi, sollte sie ihre Mutter nicht mitnehmen können, ihnen regelmäßig Geld schicken solle. Heidi ist entsetzt und verlässt das Zuhause in Tränen. Aufgrund der kulturellen Differenzen versteht ihre Familie nicht, warum ihre Forderungen sie so entsetzen und ein Verwandter bemerkt, dass Heidi zu viel weint. Heidis Fremdenführer erklärt ihr, dass es üblich sei, dass Vietnamesen in Amerika ihre Verwandten in Vietnam finanziell unterstützen. Heidi besteht jedoch darauf, dass sie ihre vietnamesische Familie kaum kennt und das Gefühl hat, ausgenutzt zu werden. Sie reist früher als geplant zurück in die USA und ist in einem größeren emotionalen Konflikt als je zuvor.
Monate nach Heidis Besuch bekommt sie gelegentlich Briefe von ihrer Familie in Vietnam, doch alle bestehen aus Geldforderungen. Sie antwortet nicht auf die Briefe.

## Rezeption
Bei Metacritic erhielt Wiedersehen in Vietnam 77 von 100 Punkten bei 16 Kritiken, was einem allgemein positiven Feedback entspricht.
Der Film wurde am 11. Januar 2002 auf dem Sundance Film Festival uraufgeführt, wo er sogleich den Großen Preis der Jury als Bester Dokumentarfilm gewann. Bei der Oscarverleihung 2003 war Wiedersehen in Vietnam in der Kategorie Bester Dokumentarfilm nominiert, musste sich jedoch Bowling for Columbine geschlagen geben.